# Pseudophoenix lediniana
Espèce
Synonymes
- Pseudophoenix elata O.F.Cook ex Burret[1]

Statut de conservation UICN

 CR B1ab(iii,v)+2ab(iii,v); C2a(ii) : 
En danger critique
Pseudophoenix lediniana est une espèce de plantes de la famille des Arecaceae.

## Publication originale
- Gentes Herbarum; Occasional Papers on the Kinds of Plants 10: 189, t. 13c. 1968.